# Aú pisão

L'aú pisão (litt. "roue piétinement", en portugais), également appelé aú morcego ("roue chauve-souris"), est un double coup de pied latéral de capoeira qui consiste à frapper son adversaire avec les deux pieds en s'appuyant sur le sol avec une main.
Le mouvement est proche du macaco mais on pousse les deux jambes simultanément vers l'avant plutôt que de les faire passer par-dessus soi.